# Éric Pénicaud
Éric Pénicaud est un compositeur français, guitariste et improvisateur, né en 1952.

## La formation
Éric Pénicaud reçoit dès l’âge de sept ans, une formation musicale « sur mesure » et hors institutions, d’abord avec son père (bon guitariste amateur qui avait appris de la mère d'Éric, qui elle-même avait appris de son père ; il faudrait remonter dans l’histoire familiale ancienne, à Ricardo Viñes, Pablo Casals, ainsi qu’à Ravel, Fauré, et même au vieux Brahms), puis avec des amis de sa famille mélomane, professeurs et concertistes (par exemple entre onze et treize ans, c’est Narciso Yepes qui lui prodigue ses précieux conseils). Il étudie dans le même temps tous les compas du flamenco. Il s’initie également au jazz et à l’improvisation à partir de treize ans. Éric donne d’abord de nombreuses représentations classiques - et flamencas - en cercle privé, mais il va à présent jouer en public, dans d’autres genres musicaux (par exemple en jazz aux côtés de Laurent Petitgirard à l’orgue au Centre Américain de Paris).

## Le guitariste
À l’âge de dix-neuf ans, il quitte la capitale pour la Provence (perfectionnement – instrument et écriture -, enseignement). Il se perfectionne avec René Bartoli, puis avec Leo Brouwer, Abel Carlevaro, Javier Hinojosa, ainsi que Paco Peña, Manolo Sanlucar pour le flamenco. Concerts classiques (seul, et concertos pour guitare), ou flamencos organisés - parfois improvisés - par Robert J. Vidal, à Arles, Castres. Plus tard ce seront d’autres festivals en Provence, avec par exemple Juan Carmona ou les fils Chemirani (percussions orientales). Il improvisera beaucoup aussi - parfois sur sa propre musique - avec des jazzmen, Larry Coryell, Raphaël Faÿs, Jaco Pastorius, Barre Phillips...

## Le compositeur

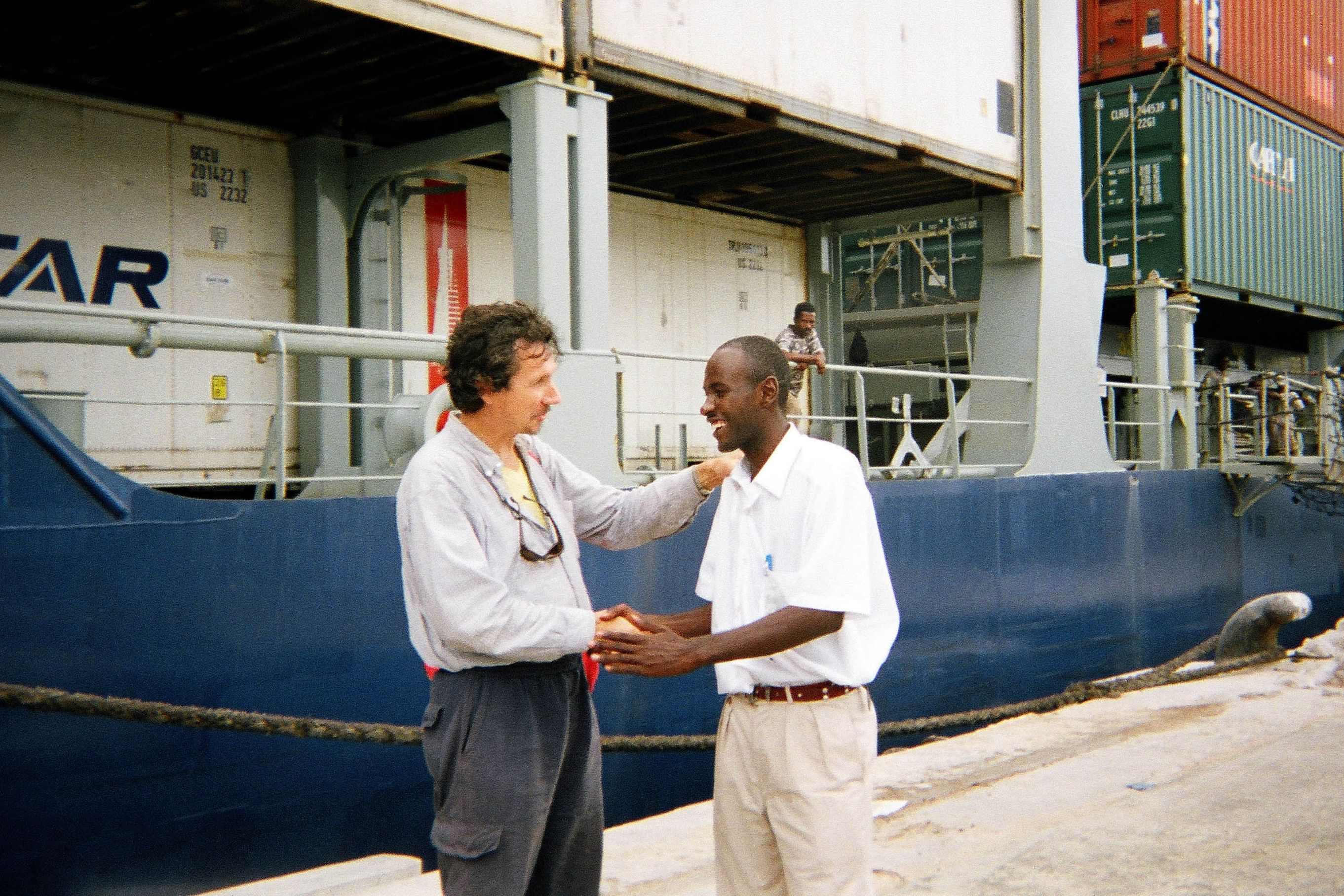
Escale à Mombasa

Cet éclectisme acquis dès l’enfance lui permet de se fondre dans chaque genre et va paradoxalement l’amener à un recentrage sur la composition, pour laquelle il est guidé à ses débuts par son oncle et compositeur Stéphane Caplain, qui a fait toute sa carrière comme professeur d’Ecriture musicale au Conservatoire de Marseille. Il se laisse aussi guider par la mer, le vent, les étoiles comme le préconisaient Debussy et Ohana : il parcourt la Méditerranée en voilier durant des années (plus tard ce seront tous les océans en cargo). Il collecte au passage de nombreuses musiques dites « ethniques » et il approfondit encore et encore l’écriture des maîtres anciens et des modernes (depuis Machaut, jusqu’à Stravinsky, Bartók, Messiaen, Ohana etc.), jusqu’à obtenir un langage compositionnel vraiment charpenté.

Eric Pénicaud a fait partie du Groupe de Compositeurs "Musique Nouvelle", aux côtés de personnalités comme Thierry Escaich, Anthony Girard, Philippe Hersant, Michaël Sebaoun...

## Son œuvre

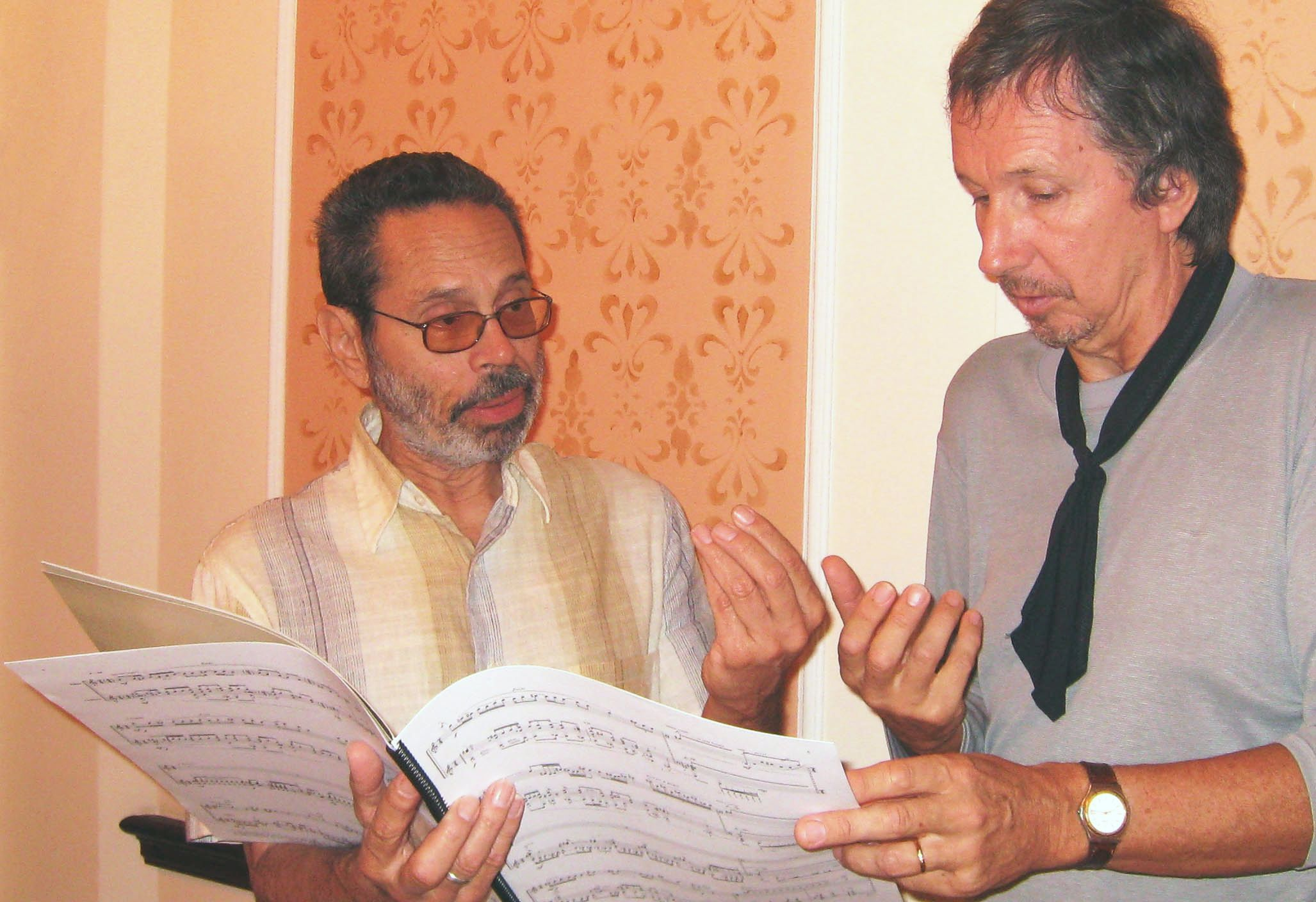
Avec Leo Brouwer. Italie, juin 2008

Son œuvre obtient dix Prix Internationaux de composition durant une trentaine d'années : Carrefour mondial de la guitare (Martinique, 1984, 1988), Tokyo (1987), Italie (1999, 2000, 2001, 2002). L’année 2016, il se voit décerner le Premier Prix de Composition « International Art Society », Volos, Grèce ; il y reçoit également le titre « Artist of the Year » : il est l'unique musicien retenu pour cette suprême distinction -toutes catégories confondues (par exemple en piano était citée Martha Argerich)...  Une œuvre d’une homogénéité partout reconnue et saluée, par de nombreux compositeurs (Leo Brouwer, Régis Campo, Pascal Dusapin, Thierry Escaich, Philippe Fénelon, Philippe Hersant, Maurice Ohana...), divers grands interprètes hors guitare (le flûtiste Pierre-Yves Artaud, le percussionniste Jean-Pierre Drouet, les altistes  Garth Knox – ancien membre du Quatuor Arditti et de l’Ensemble Intercontemporain - et Pierre-Henri Xuereb, les chefs d’orchestre Daniel Oren, Gilles Colliard...), des guitaristes et pédagogues (Julian Bream, Abel Carlevaro, Alberto Ponce, Narciso Yepes...), d’éminents ambassadeurs d’autres musiques qu’il a aussi longuement pratiquées (Jaco Pastorius, Larry Coryell, Juan Carmona, Egberto Gismonti, Samuelito...),  et également –car elle va bien au-delà- par des poètes (Christian Bobin), des écrivains (Erik Orsenna), ou encore des peintres-marins (Titouan Lamazou), des scientifiques-penseurs (Boris Cyrulnik, Hubert Reeves)...
Hormis la guitare, Éric Pénicaud a écrit pour toutes sortes de formations instrumentales, avec flûtes, clarinette, hautbois, piano, harpe, percussions, cordes, dont quatuor à cordes ; pour divers ensembles -vocaux en particulier- ; pour orchestre, ainsi que pour de nombreux instruments en formation jazz (claviers, guitare basse, saxophones divers, etc.).

## Ses interprètes
L’œuvre d’Éric Pénicaud est jouée, pour citer uniquement les guitaristes -et les plus représentatifs- par Gérard Abiton, Roberto Aussel, Tania Chagnot, Arnaud Dumond, Roland Dyens, Eric Franceries, François Laurent, Sébastien Llinares, Olivier Pelmoine (duo Cordes et Âmes avec la violoniste Sara Chenal), Samuelito, Gaëlle Solal, Sébastien Vachez, des duos comme le Guitar Duo Transatlantique (Benjamin Beirs, USA / Maud Laforest, France), plusieurs quatuors de guitares (Quaternaglia Guitar Quartet, Brésil, ainsi que des quatuors italiens), octuors de guitares (de Paris, Harmonique XII de Betho Davezac, etc.), l’Ensemble Polychronies, ou encore par Fábio Zanon (Brésil), Yiannis Andronoglou (Grèce), Ishiro Suzuki,  Shin-Ichi Fukuda, Gen Matsuda (Japon), Marco Tamayo (Cuba), Giulio Tampalini, Alberto Vingiano (Italie), Tatiana Kurenchakova (Russie), et bien d’autres encore...

## Discographie
- Guitare, 1990, Quantum classic
- Compositions Improvisations, 1995, Quantum classic
- Guitare-Puzzle, 1997, Quantum classic
- Musique de chambre avec guitare, 2006, Quantum classic
- Guitare du XXIe siècle, 2010 (interprété par Roberto Aussel, Tania Chagnot, Arnaud Dumond, Roland Dyens, Gaëlle Solal, Fábio Zanon, etc.), Quantum classic

Nombreux articles de presse, pour la France : in Diapason, Le Monde de la Musique, Classica-Répertoire, Les Cahiers de la Guitare, Guitare Classique…, et  pour l’international : in Classical Guitar, U.K., Gendai Guitar, Japon, Guitar Review, USA, Seicorde, Italie, etc.
- Les quatre saisons d’un musicien ermite, 2021, Paraty

- Complément discographique (quelques exemples d’autres CD réalisés par les interprètes qui jouent les oeuvres d'E. Pénicaud) :
  - Ensemble Polychronies, CD Alchimie, 2004 –G. Kurtag, E. Pénicaud, T. Takemitsu…
  - CDs accompagnant divers magazines musicaux (exemple : Guitare Classique, 2009 et 2021...).
  - Duo Transatlantique (Maud Laforest -France- & Benjamin Beirs -USA-), CD From moment to moment, 2011 -D. Scarlatti, E. Pénicaud, C. Franck…
  - Eric Franceries et sa fille Chloé (flûte), CD en live, 7e Festival Guitares en Picardie, 2013.
  - Olivier Pelmoine, CD Opus Guitar chez Skarbo, 2014.
  - Tatiana Kurenchakova, CD Enshrined in Music, chez Artservice Ltd., Russie, 2016
  - Et d’autres CDs encore, en France, et aussi à l’international (par exemple : Hongrie, ou encore le magazine musical allemand Akustik Gitarre, 2013)…
  - Duo Liliia Kolosova (mezzosoprano, Russie) - Fabrizio Furci (guitare) Canti della terra e dell’anima, Conservatorio “Jacopo Tomadini” di Udine, Italie, 2021
  - Tatiana Kurenchakova, CD Secular sacred music (Berlin), 2021

## Catalogue d'œuvres
Ses œuvres sont éditées en France (Billaudot, Combre, Durand-Salabert-Eschig, Lemoine, Martin, Transatlantiques), au Canada (Productions d’Oz), en Italie (Bèrben), etc. Publications dans plusieurs magazines français (l’Education musicale, Guitare Classique, Les Cahiers de la guitare, etc.) et internationaux (El Encordado, Gendai Guitar – Japon -, Éditions biélorusses, Akustik Gitarre -Allemagne- etc.).

### Guitare seule

#### Concert
(œuvres principales) 
- « Deux berceuses » (1974)
- « Juste un petit gag » (1979)
- « Tsunami » (1980)
- « Forlane » (1980, revue en 2000)
- « Poissons volants » (1981, revu en 1987)
- « Le chant du torrent » (10 cordes, 1984, revu pour 6 cordes, 2001)
- « Parabole créole » (10 cordes, 1984, puis pour 6 cordes, 2012)
- « Deux études courtes » (1986)
- « Violão do Brasil » (1987)
- « Derviches tourneurs » (1991)
- « Irisation » (1994)
- « Mes étoiles au ciel... » (2011)
- « Puis le rayon vert» (2012)
- « J’irai dans les sentiers» (2012)
- « Improvisation XVII-XXI » (2014)
- « Minera / Miniatura » (2020)
- « Soleá tan antigua y tan nueva » (2021)
- « La mejor parte, que no será quitada » (2021)

#### Pédagogie
(pièces principales -pour guitare-) 
- « Comme une suite » (écrite en partie en 1963, revue en 1992)
- « Méthode de guitare flamenca » (1974)
- « Farruca » (1974)
- « Guitare Puzzle » (1987)
- « Atlantide » (1987)
- « Trois vieilles chansons françaises » (1987)
- « Les signes du Zodiaque » (1988)
- « Trois morceaux en Pommes de Foire » (1988)
- « Carrousel » (1992)
- « Five easy “pouces” » (1992)
- « Quelques notes d’un prélude » (1993)
- « Sky my Tango ! » (1995)
- « Romance » (1996)
- « Ballade » (1996)
- « Two easy pieces for Giovanni » (2008)
- « Sarabande » (2008)
- « Andalusian Dance » (2013)

### Plusieurs guitares

#### Concert
- « Garrawog-Blues », pour octuor de guitares (1974)
- « Garrawog-Blues », pour quatuor de guitares (1995)
- « Little Suite for Children », pour deux guitares (2009)
- « Thème, variations et carillon-version concertante », pour guitare soliste et Ensemble de guitares (2012)

#### Pédagogie
- « Petite Suite pour les enfants », pour trois guitares (1974)
- « Thème, variations et carillon », pour  Ensemble de guitares (2010)

### Musique de chambre avec guitare
(œuvres principales) 
- « Le fil d’Ariane», pour flûte, alto et guitare (1976, revu en 2001)
- « Noé », pour clarinette - ou hautbois - et guitare (1976)
- « Stable/Mouvants », pour flûte et guitare (1979, revu en 1997)
- « Pour un Finale », pour guitare et darbouka (début des années 1980)
- « Deux danses », pour flûte alto et guitare, extraites d’Oviri (début des années 1980)
- « Jubilatio », pour voix et guitare (1992)
- « Le nuage d’inconnaissance », quintette avec guitare - quatuor à cordes + guitare (2000)
- « Jubilatio » pour violon-guitare  (2008)
- « Stable/mouvants » pour violon et guitare (2009)
- « Une saison aux Embiez » pour violon et guitare (2017)
- « Les quatre saisons d’un musicien ermite » pour violon et guitare (2020)
- « Vertige de la Siguiriya », guitares en re-recording et percussions (2020)

### Concerto
- « Concerto pour le grand large », pour guitare et orchestre à cordes avec flûte alto. Création Mondiale le 10 novembre 2015, par Sébastien Llinares à la guitare et l’Orchestre de Chambre de Toulouse, direction Gilles Colliard.

### Œuvre pour chœur mixte (SATB), deux guitares et violoncelle (les instruments sont amplifiés)
- «Jusqu'en notre exil exil tu murmures» (2017). Sur un poème d’E. Pénicaud. Oeuvre dédiée à l'ensemble vocal Unité et son chef de choeur Christian Nadalet, à la violoncelliste Maitane Sebastián, aux guitaristes Sébastien Llinares et Nicolas Lestoquoy. Création mondiale le 2 juin 2019, Festival International de Musique en Occitanie.

### Compositions jazz, arrangements, exemples d’arrangements sur ses propres œuvres, etc.
- Dérive, pour piano (années 1970), puis pour guitare à 10 cordes (1982)
- Improvisation sur la Sarabande, pour hautbois et guitare (1976, revue pour guitare seule en 2013)
- Oviri, petit concerto pour le grand large, pour guitare, flûte alto, piano Fender Rhodes, synthétiseur (1980, revu en 1982)
- Manhã de Carnaval, pour guitare (ou voix /guitare), arrangement sur un thème de Luis Bonfa (1986)
- Summertime (orchestration pour flûte - ou voix - et guitare sur un thème de G. Gershwin) (1988)
- Dadi Sixties, pour guitare, arrangement sur le thème « Echo-Sixties » de Marcel Dadi (1992)
- Le Blues de l’homme moderne, pour guitare (1995)
- Ave Maria, pour voix et guitare (2015)
- Garrawog Blues, Tsunami, Stable/Mouvants, Buisson ardent, Petite Suite pour les enfants, Le Fil d’Ariane, etc., avec orchestrations diverses
- Pater Noster, pour voix et guitare (2016), d'après un thème de Nikolaï Rimski-Korsakov. Dix versions, faisant appel à chacun des quatre principaux registres de voix et à diverses langues, latin, français, anglais, espagnol, hongrois, russe, japonais, etc., le principe étant de couvrir les cinq continents. Certaines versions sont également ouvertes à des genres musicaux hors classique, cante jondo, jazz, musique populaire...
- À la claire fontaine, pour mezzosoprano et guitare (2019)
- Pater Noster, pour guitare seule (2021), d'après un thème de Nikolaï Rimski-Korsakov.